# Thanasis Vengos
Thanasis Vengos (griechisch Θανάσης Βέγγος, transkr. auch Thanasis Veggos bzw. Thanassis Vengos; * 29. Mai 1927 in Neo Faliro, Piräus; † 3. Mai 2011 in Athen) war ein griechischer Schauspieler und Regisseur. Als Schauspieler wirkte er in über 120 Filmen mit, hauptsächlich Komödien der 1950er, 60er und 70er Jahre. Er ist Träger des Ordens des Phönix der Griechischen Republik.

## Leben
Thanasis Vengos debütierte im Jahre 1952. Seine erste Hauptrolle erhielt er in Psila ta cheria Hitler (‚Hände hoch, Hitler‘) aus dem Jahre 1962.
Er spielte oft einfache Charaktere, die darum kämpften, ‚über die Runden zu kommen‘, aber auch Anti-Helden, reine Dramen und wirkte auf der Bühne in Komödien von Aristophanes mit. In seinen Filmen wurde er schlicht Thanasis genannt. Er arbeitete des Öfteren mit dem Regisseur Giorgos Lazaridis zusammen. Im Jahre 2004 wurde eine Dokumentation über sein Leben veröffentlicht (Ein Mann für alle Jahreszeiten). Er hat seine Rollen immer ohne Stuntmen gespielt und auch bei gefährlichen Stunts, wie dem Hängen an einem Seil von einem Balkon, oder dem Laufen durch Glastüren. Während der „goldenen Sechziger“ der griechischen Filmindustrie drehte er die berühmtesten seiner Filme, wie die Serie Geheimagent 000, Papatrehas, Ein verrückter Veggos und viele andere. Die meisten davon wurden von eigenen Firma Θ-Β Filmkomödie (Tainies Geliou, Filme zum Lachen) produziert.
Vengos war verheiratet und hatte zwei Kinder.

## Filmografie (Auswahl)
- 1955: Magiki Polis
- 1956: O Drakos
- 1956: Das Mädchen in Schwarz (To koritsi me ta mavra)
- 1962: Psila ta cheria Hitler
- 1995: Der Blick des Odysseus (To vlemma tou Odyssea)
- 1988: Ein langer Weg (Ola einai dromos)
- 2009: Psychi vathia
- 2011: The Flight of the Swan

## Theaterrollen (Auswahl)
- 1959: O trelos tou louna park kai i atsida
- 1963: Okto andres katigoroundai
- 1998: Ellines eiste kai faineste